# Andrej Abduvaliev
Andrej Chakimovič Abduvaliev (in russo Андрей Хакимович Абдувалиев?; Leningrado, 30 giugno 1966) è un ex martellista tagiko naturalizzato uzbeko.

## Biografia
Nato a Leningrado con il nome Андрей Хакимович Абдувалиев, ai Giochi della XXV Olimpiade vinse l'oro nel lancio del martello superando i russi Igor' Astapkovič (medaglia d'argento) e Igor Nikulin.
Ai campionati del mondo di atletica leggera vinse una medaglia d'oro nel 1993 ed un'altra nel 1995.
Nel 1997 prese la cittadinanza uzbeca, diventando così uno dei pochissimi atleti a gareggiare per tre diverse nazioni.

## Palmarès
| Anno | Manifestazione   | Sede       | Evento              | Risultato | Misura  | Note |
| ---- | ---------------- | ---------- | ------------------- | --------- | ------- | ---- |
| 1985 | Europei juniores | Cottbus    | Lancio del martello | Oro       | 72,44 m |      |
| 1991 | Mondiali         | Tokyo      | Lancio del martello | 5º        | 78,30 m |      |
| 1992 | Giochi olimpici  | Barcellona | Lancio del martello | Oro       | 82,54 m |      |
| 1993 | Mondiali         | Stoccarda  | Lancio del martello | Oro       | 81,64 m |      |
| 1995 | Mondiali         | Göteborg   | Lancio del martello | Oro       | 81,56 m |      |
| 1998 | Giochi asiatici  | Bangkok    | Lancio del martello | Oro       | 77,14 m |      |
| 2000 | Olimpiadi        | Sydney     | Lancio del martello | 15º       | 75,64 m |      |